# ТЕС Белаван (Leyand International)
3°46′11″ пд. ш. 98°40′1″ сх. д. / 3.76972° пд. ш. 98.66694° сх. д.
ТЕС Белаван (Leyand International) – теплова електростанція на заході індонезійського острова Суматра, створена компанією PT Leyand International. 
Ще з 1980-х років у порту Белаван працювала теплоелектростанція державної корпорації Perusahaan Listrik Negara (PLN). На початку 21 століття на тлі дефіциту генеруючих потужностей PLN почала укладати угоди про закупівлю електроенергії з приватними інвесторами, які зазвичай розміщували свої об’єкти поряд зі вже існуючою інфраструктурою. Так, наприкінці 2000-х біч-о-біч з майданчиком ТЕС Белаван ввели в дію ТЕС компанії Leyand International потужністю 107,3 МВт, яка мала 9 генераторних установок на основі двигунів внутрішнього згоряння MAN 9L58-64. 
Як паливо станція спершу використовувала нафтопродукти, оскільки ресурсу, який надходив по газопроводах Пангкалан-Брандан – Вампу – Белаван було недостатньо навіть для ТЕС Белаван (втім, можливо відзначити, що у 2015-му став до ладу газопровід Арун – Белаван).
Видача продукції відбувається по ЛЕП, розрахованій на роботу під напругою 150 кВ.